# Oskar von Meerscheidt-Hüllessem
El barón Gustav Adolf Oskar Wilhelm von Meerscheidt-Hüllessem (15 de octubre de 1825, Berlín - 26 de diciembre de 1895, Berlín) fue un General de Infantería prusiano.

## Biografía

### Origen
Oskar era el hijo del mayor del 21º Regimiento de infantería Paul Wilhelm von Meerscheidt-Hüllessem (6 de septiembre de 1791, Berlín - 9 de octubre de 1848, Stargard) y de su esposa Karoline Wilhelmine Ernestine Pauline Klara, de soltera von Bredow (28 de mayo de 1797, Buchow-Karpzow - 2 de agosto de 1835, Küstrin).

### Carrera militar
Meerscheidt-Hüllessem hizo sus estudios a partir de 1838 en la escuela de cadetes de Potsdam, y después en Berlín. A petición de su padre, salió del cuerpo de cadetes el 22 de agosto de 1843 y ingresó como enseña en el 21º Regimiento de infantería del Ejército prusiano. El 23 de mayo de 1846 Meerscheidt-Hüllessem recibió el brevet de su grado después de recibir el carácter de subteniente un año antes. Durante la revolución alemana de 1848, combatió a los rebeldes polacos en Posen. En 1857, Meerscheidt-Hüllessem es promovido a teniente primero y en 1859 a capitán. Después pasó al 24ª Regimiento de infantería, pero por motivo de la reestructuración del ejército en 1860, después pasó al 64.º Regimiento de infantería.
Como comandante de compañía, participó en la guerra contra Dinamarca en 1864, en el curso de la cual se distinguió en el asalto de Düppel.
En 1866, combate como mayor y comandante de batallón en el 5º Regimiento de granaderos del I Cuerpo de Ejército contra Austria en Bohemia. Al inicio de la guerra de 1870/71, está al cargo de dirigir el 41º Regimiento de infantería y es nombrado coronel y comandante el 18 de enero de 1871. Participa en la campaña del 1º Ejército en Metz y en el norte de Francia. En 1872, Meerscheidt-Hüllessem es transferido al Cuerpo de la Guardia en tanto que comandante del 3º Regimiento de granaderos de la Guardia y recibe en 1874 el mando de la 11.ª Brigada de infantería en Berlín. Después de ser promovido a mayor general, retorna a la Guardia en octubre de 1875 como comandante de la 4ª Brigada de infantería de la Guardia y después de la 2ª Brigada de infantería de la Guardia. En 1880, estuvo algún tiempo al mando en Berlín y el mismo año toma la dirección de la 30ª División de infantería.
En 1881, Meerscheidt-Hüllessem se convierte en teniente general y un año más tarde, en 1882, con el mando de la 28ª División de infantería. Después de estar a la cabeza del 5º Cuerpo de Ejército, es nombrado teniente coronel. El 14 de abril de 1888 es nombrado general de infantería y general comandante del Cuerpo de la Guardia.
En 1878, Meerscheidt-Hüllessem es miembro de la comisión al cargo de elaborar un proyecto de código penal militar alemán y, en 1888, preside la comisión al cargo de elaborar el reglamento de ejercicios para la infantería. El 2 de septiembre de 1890, se convierte en jefe del 41º Regimiento de infantería. Por sus largos años de servicio,  Meerscheidt-Hüllessem recibió el 4 de septiembre de 1888 la gran cruz de la Orden del Águila Roja con hojas de roble y es nombrado caballero de la Orden del Águila Negra el 22 de agosto de 1891.
El 6 de mayo de 1893 Meerscheidt-Hüllessem es puesto a disposición con una pensión legal. Murió soltero en Berlín y fue enterrado en el cementerio de los inválidos.